# Philipe Fidélis dos Santos
Philipe Fidélis dos Santos, meglio conosciuto come Fidélis (Contagem, 14 giugno 1989), è un ex calciatore brasiliano, di ruolo attaccante.

## Carriera

### Club
Proveniente dalle giovanili del Marítimo, debutta il 27 luglio 2010 in Europa League, nella partita Sporting Fingal-Marítimo (terminata 2-3).